# Пропретор
Пропре́тор (лат. propraetor или pro praetore, то есть «вместо [заместитель] претора») — так назывался во времена поздней республики наместник преторской провинции, избиравшийся из окончивших годичный срок службы преторов. Пропретор имел самостоятельное командование и высшую юрисдикцию в своём районе, по объёму власти ничем не отличаясь от проконсулов; только инсигнии его были ниже: 6 ликторов вместо 12, менее значительная cohors praetoria и т. п.
В период принципата все императорские провинции, кроме Египта (см. Прокуратор), поручались Пропреторам; полный титул их был legatus Caesaris pro praetore consulari potestate, что указывало на главную функцию — военное командование, в противоположность проконсулам, управлявшим мирными сенатскими провинциями. Так как в императорских провинциях интендантской частью заведовал особый прокуратор, то Пропреторы не имели квесторов. Получая определённое вознаграждение и опасаясь строгих наказаний, наместники цезарей ограничивали свои поборы и злоупотребления. Кроме того, значительным облегчением для провинции было то обстоятельство, что Пропреторы оставались в провинциях дольше одного года. С течением времени и сенатские провинции перешли в руки императоров, и таким образом исчезло различие в управлении.